# جون كابلر
جون واين كابلر (بالإنجليزية: John Kappler)‏ (من مواليد 22 ديسمبر 1943، في بالتيمور، ماريلند) هو أستاذ في قسم علم المناعة المتكامل في الصحة الوطنية اليهودية. بحثه الرئيسي هو في بيولوجيا الخلايا التائية، وهو موضوع تعاون مع زوجته فيليبا ماراك. في عام 1983 اكتشفوا مستقبلات الخلايا التائية، مع إليس راينهيرز وجيمس أليسون.